# 224 West 57th Street
224 West 57th Street, también conocido como Argonaut Building y anteriormente como Demarest and Peerless Company Building, es un edificio comercial en la esquina sureste de Broadway y 57th Street en Midtown Manhattan, Nueva York, justo al sur de Columbus Circle. Consta de dos estructuras anteriormente separadas, el AT Demarest & Company Building y el Peerless Motor Car Company Building, ambos utilizados por empresas de automóviles. Las dos estructuras fueron diseñadas por Francis H. Kimball y construidas por George A. Fuller Company con detalles arquitectónicos neogóticos y neorrománicos.
La parte del edificio en la esquina de la calle 57 y Broadway fue construida para el fabricante de automóviles Aaron T. Demarest y su empresa. La sección perteneciente a la antigua Peerless Motor Company es una estructura en forma de "L" que envuelve AT Demarest Building. 224 West 57th Street tiene 11 pisos de altura; la sección anterior de Demarest se eleva nueve pisos, mientras que la sección Peerless contiene un décimo piso parcial y una torre adicional de dos pisos. 224 West 57th Street contiene un muro cortina de estructura de acero, pilares de hormigón y una fachada de terracota arquitectónica vidriada. En el interior, las dos estructuras anteriores tenían almacenes de automóviles a nivel del suelo y almacenes e instalaciones de reparación en los pisos superiores.
Los edificios Demarest y Peerless se construyeron simultáneamente en 1909. General Motors (GM) compró ambos edificios en 1918 y los combinó internamente. Después de que GM construyó otros edificios en Manhattan, 224 West 57th Street pasó a llamarse Edificio Argonaut para evitar confusiones. Hearst Corporation compró 224 West 57th Street en 1977 y alojó allí su departamento de la revista Hearst hasta 2006. La Comisión de Preservación de Monumentos Históricos de la Ciudad de Nueva York designó el edificio como un símbolo de la ciudad en 2000. Fue renovado de 2008 a 2011 y posteriormente se convirtió en la sede de Open Society Foundations.

## Sitio
224 West 57th Street está en la esquina sureste de Broadway y la Calle 57, dos cuadras al sur de Columbus Circle y Central Park en el vecindario Midtown Manhattan de Nueva York. El edificio tiene las direcciones 1758-1770 Broadway y 224-228 West 57th Street. El lote ocupa un área de 4328 m,  con un frente de 41,5 m en Broadway y 43 m en la calle 57. El lote mide 35,4 m de largo de su línea de lote este y 27,9 m en su lote sur.
224 West 57th Street linda con la Casa de la Sociedad Estadounidense de Ingenieros Civiles al este y se enfrenta a Central Park Tower al norte. Otros edificios cercanos incluyen la American Fine Arts Society (también conocida como el edificio de la Liga de estudiantes de arte de Nueva York) y los Osborne Apartments al noreste; Rodin Studios y 888 Seventh Avenue hacia el este; y 1740 Broadway hacia el sur.
En el siglo XX, el área era parte de la "Automobile Row" de Manhattan, un tramo de Broadway que se extendía principalmente entre Times Square en la calle 42 y Sherman Square en la calle 72. Antes de la primera década del siglo XX, el área estaba ocupada principalmente por industrias ecuestres y fue descrita por The New York Times como "completamente sin vida". En 1907, el Times caracterizó esta sección de Broadway como "casi una línea sólida de letreros de vehículos motorizados desde Times Square hasta Sherman Square". A fines de los años 1900 y principios de los años 1910, se construyeron varias salas de exhibición de automóviles, tiendas y garajes grandes en Broadway, incluida la sala de exhibición BF Goodrich (más tarde parte de Central Park Tower) y el United States Rubber Company Building.

## Diseño
Los dos edificios anteriormente separados que comprendían 224 West 57th Street, los edificios Demarest y Peerless, fueron diseñados por Francis H. Kimball. La sección de Demarest Company ocupa el lote de la esquina, que mide 20,1 por 35,4 m, mientras que la sección Peerless Company ocupa un lote en forma de L alrededor del Demarest Building y mide 21,3 ancho en Broadway por 7,6 m ancho en la calle 57. La estructura fue erigida por George A. Fuller Company con Purdy y Henderson como ingenieros consultores.
El diseño de las estructuras constituyentes de 224 West 57th Street incorpora muchos detalles arquitectónicos neogóticos y neorrománicos, para complementarse entre sí y el edificio de la Broadway United Church of Christ ahora demolido al sur. La mayor parte de 224 West 57th Street tiene nueve pisos de altura, aunque hay un décimo piso en la parte superior del edificio. La sección este de 224 West 57th Street, que pertenece al antiguo Peerless Building, contiene un ático que se eleva dos pisos adicionales por encima del techo principal. En total, 224 West 57th Street tiene 12 pisos de altura y una altura de techo de 40,5 m.

### Fachada
La fachada, hecha casi en su totalidad de terracota, contiene muchos elementos decorativos creados por New York Architectural Terra Cotta. Esto convirtió al 224 West 57th Street en uno de los primeros edificios revestidos de terracota de la ciudad de Nueva York, similar al anterior Bayard-Condict Building. Las elevaciones o lados norte y oeste de 224 West 57th Street se subdividen en cinco grupos, cada uno con tres tramos, y están conectados por una esquina inclinada. Los dos grupos del norte en Broadway y los cuatro grupos del oeste en la calle 57 pertenecían al Demarest Building, mientras que los tres grupos del sur en Broadway y el grupo más al este en la calle 57 eran parte del Peerless Building. La fachada sur, originalmente era visible detrás de la nave del Tabernáculo de Broadway.
En el primer y segundo piso, cada uno de los cinco grupos de triple ancho está subdividido por pilastras de doble altura con cartelas en la parte superior. Tal como se construyeron, estas amplias agrupaciones originalmente contenían escaparates de automóviles o entradas para peatones o vehículos. El grupo más al este de la calle 57 tiene una puerta de vidrio y metal debajo de un travesaño, y está flanqueada por placas de bronce con inscripciones con el nombre y la dirección del edificio. La entrada de la esquina en Broadway y 57th Street tiene una puerta de vidrio y metal debajo de un travesaño. La fachada tiene varios ornamentos en los pisos tercero al noveno, incluyendo colonetas, ventanas arqueadas, cornisas y ménsulas. La segunda agrupación más al sur de la elevación de Broadway tiene una ventana orientable que abarca desde el quinto hasta el séptimo piso. Sobre el noveno piso, hay frontones sobre las seis agrupaciones que componen el antiguo Demarest Building, y parapetos sobre las cuatro agrupaciones que componen el antiguo Peerless Building.
La elevación sur está revestida de terracota, pero debido a la presencia de un edificio vecino, solo son visibles las dos tramos más al oeste de la elevación sur. La elevación este está hecha en gran parte de ladrillos color canela. El ático de dos pisos sobre la sección más oriental del Peerless Building está revestido con ladrillos de color canela y contiene molduras de terracota, pilastras entrecortadas, arcos redondos con bordes con llave y letreros de baldosas en la elevación occidental. Anteriormente también había señales de baldosas en las elevaciones este y norte del ático.

### Interior
224 West 57th Street tiene 15 200 m² de espacio interior útil. Esto incluye 560 m² a nivel del suelo, 450 m² en el penthouse del décimo piso y entre 930 y 1670 m² en cada uno de los otros pisos. Ambas estructuras constituyentes están sostenidas por un marco de acero interno sobre pilares de cimentación de hormigón, con la fachada actuando como un muro cortina.
Una vez finalizado, el Demarest Building de la esquina tenía oficinas, así como almacenes de carruajes y automóviles. Había un ascensor para peatones y para vehículos. El Peerless Building circundante tenía una sala de ventas en la planta baja de doble altura, con un techo dorado y paredes y columnas de mármol. Del segundo al décimo piso, respectivamente, había stock de vehículos, autos nuevos, autos usados, un estudio de inspección, un departamento de tapicería, talleres de reparación, más talleres de reparación, un departamento de pintura y un taller de herrería. El Peerless Building tenía dos elevadores de vehículos, un elevador de pasajeros y una plataforma giratoria.

## Historia
US Realty, una empresa asociada con el constructor George A. Fuller, compró cinco lotes en la esquina sureste de 57th Street y Broadway en 1902. Los lotes habían pasado a ser propiedad de Robert E. Dowling en 1905, cuando Dowling los transfirió a Island Realty Company. Island Realty planeó construir un hotel de apartamentos en el sitio, aunque esto finalmente no sucedió. La sección más oriental del lote se vendió a la Sociedad Estadounidense de Ingenieros Civiles en 1905 para hacer espacio para una extensión de su Casa de la Sociedad. 
Las empresas Peerless y Demarest se encontraban entre las empresas que se trasladaron a Automobile Row en la primera década del siglo XX. La Peerless Motor Car Company de Nueva York, una subsidiaria de la Peerless Motor Company de Cleveland, Ohio, tenía su sede en 220 West 41st Street en 1905. La Compañía AT Demarest, fundada por Aaron T. Demarest, tenía su sede en la Quinta Avenida y la Calle 33 antes de la construcción de su sala de exposiciones en la Calle 57.

### Construcción y uso inicial
En diciembre de 1908, Demarest Company arrendó los tres lotes de las esquinas en Broadway y 57th Street, con la intención de construir una sala de exposición y comprar allí. Ese mes, se contrató a Kimball para preparar los planos de un par de edificios que serían ocupados por las empresas Peerless y Demarest. Doan Realty, una subsidiaria de Peerless Company, compró los dos lotes que rodean la tierra de Demarest Company a mediados de 1909. US Realty también vendió las parcelas de las esquinas debajo del nuevo Demarest Building a Matoaka Realty Company. La construcción de los edificios comenzó en marzo de 1909. El Demarest Company Building se completó en junio, mientras que el Peerless Building se completó tres meses después, en septiembre.
El Peerless Building representó una inversión de 1 millón, y colectivamente empleó a 250 trabajadores una vez terminado. Peerless escribió que el nuevo edificio les permitió modificar, reparar, tapizar, pintar y almacenar automóviles "bajo un mismo techo", y la palabra "Peerless" estaba montada en la cara norte de la torre del Peerless Building. Uno de los dos elevadores de vehículos del Peerless Building fue retirado en 1912. Tanto las empresas Demarest como Peerless permanecieron en sus respectivas salas de exposición durante menos de una década después de su finalización.  Peerless se había mudado en 1915 y Demarest dejó de alquilar su sala de exposición en 1917. 

## General Motors

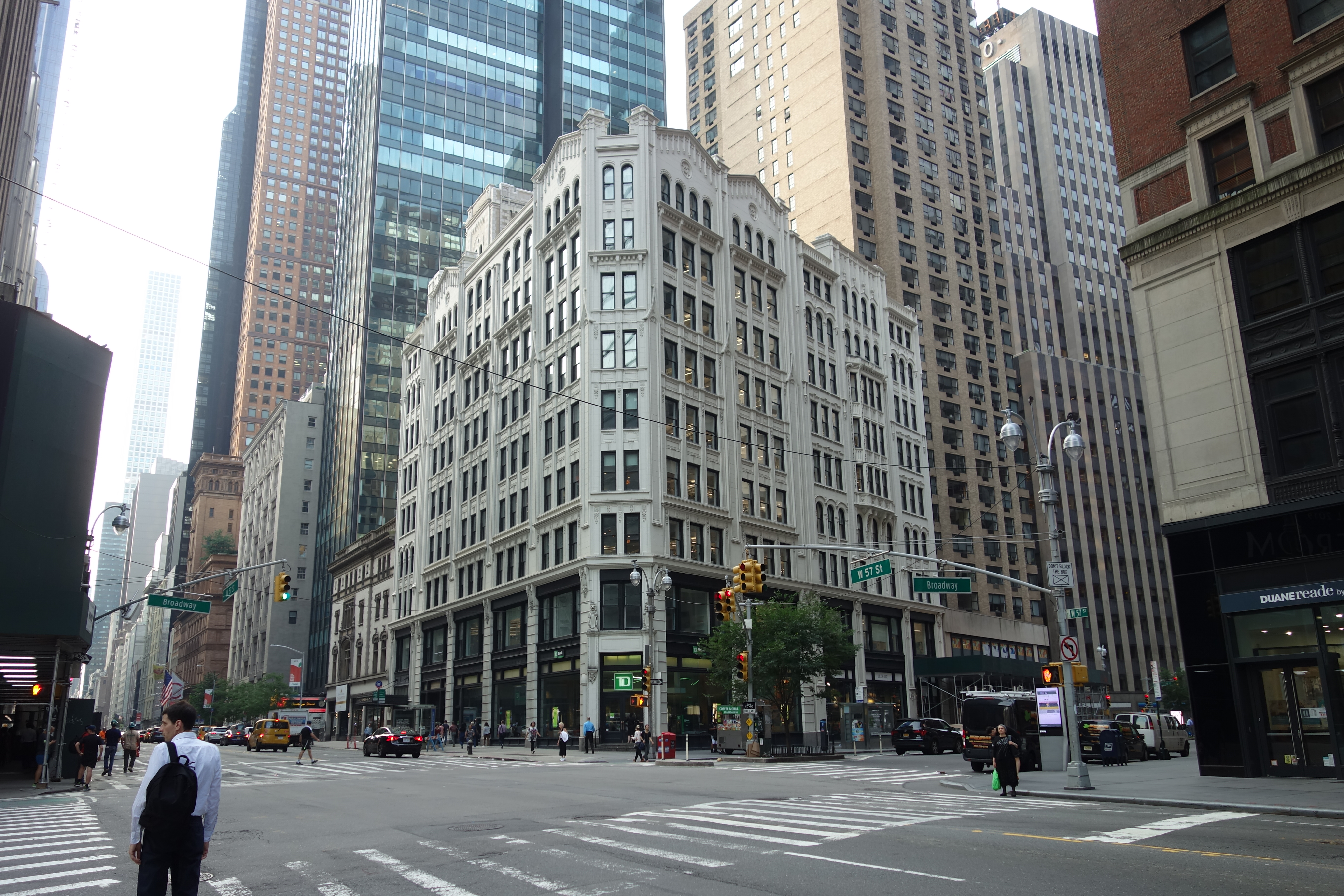
Visto desde la esquina noroeste de Broadway y la calle 57

La Compañía Chevrolet, la división automotriz de General Motors (GM), arrendó el Demarest Building a partir de mayo de 1917,  y contrató a Henry Janeway Hardenbergh para renovar el Demarest Building. En octubre siguiente, Chevrolet compró los edificios Peerless y Demarest por un monto combinado de 1.5 millones de dólares.  Las fuentes varían según la secuencia de la renovación posterior. La Comisión de Preservación de Monumentos Históricos de la Ciudad de Nueva York (LPC) y el Real Estate Record and Guide escribieron que GM contrató a Hardenbergh para las renovaciones, con planes para que los ascensores y escaleras existentes fueran retirados y reemplazados por tres ascensores de pasajeros. Sin embargo, The New York Times declaró que los edificios fueron renovados por JV Phelan, y que aunque se eliminó la entrada vehicular original del Edificio Peerless en la calle 57, el ascensor vehicular del Demarest Building quedó intacto. Según el Times, los pisos superiores fueron renovados y la herrería se convirtió en un comedor para ejecutivos.
Las dos estructuras se conocieron como el Edificio General Motors en 224 West 57th Street, y se agregó un letrero con las palabras "General Motors Corporation" a la torre del Peerless Building. 224 West 57th Street sirvió así como la sede de General Motors en la ciudad de Nueva York, y contenía las oficinas generales de GM, así como las de Chevrolet, General Motors Acceptance Corporation y General Motors Export Company.  Para 1926, GM estaba desarrollando 3 Columbus Circle, un rascacielos de 26 pisos en diagonal frente al 224 West 57th Street, para usarlo como su sede en la ciudad de Nueva York. Las oficinas de GM se trasladaron a 3 Columbus Circle en 1927, y 224 West 57th Street se conoció como el Argonaut Building. 
GM continuó usando el Argonaut Building como sala de exhibición, abriendo una sala de exhibición de Cadillac y LaSalle en el nivel del suelo en 1935. En ese punto, se instalaron elevadores de vehículos entre el sótano y el tercer piso. Según los propietarios posteriores del edificio, las primeras radios de automóvil integradas se vendieron dentro de la sala de exposición en 1938. Durante los años 1940, la Asociación de Comerciantes de Automóviles tomó espacio en el edificio, al igual que la Oficina de Información de Guerra y la Voz de América. La Voz y la Oficina de Información de Guerra habían alquilado todos los pisos de oficinas durante la Segunda Guerra Mundial, pero GM retomó la mayor parte del espacio después del final de la guerra. El segundo y tercer pisos del Argonaut Building se convirtieron en espacio de oficinas en 1964, y la sala de exposición en el nivel del suelo funcionó hasta finales de los años 1970. Aunque General Motors completó una nueva sede y un edificio de sala de exposición en el 767 de la Quinta Avenida en 1968, GM declaró que conservaría el Edificio Argonaut después de la finalización de la nueva estructura. En los años 1970, GM había trasladado sus divisiones en el Argonaut Building a otras ubicaciones. 

### Hearst y otros inquilinos de la oficina
Hearst Communications comenzó a alquilar un espacio en el Argonaut Building en 1975 y compró la propiedad directamente dos años después, en julio de 1977.  La LPC designó 224 West 57th Street, junto con el US Rubber Company Building y el Studebaker Building en Brooklyn, como puntos de referencia oficiales de la ciudad el 19 de diciembre de 2000. La fachada de terracota fue reparada y pintada con una capa blanca en 2006. Aunque Christopher Gray de The New York Times dijo que los conservadores generalmente desaprobaban la aplicación de revestimiento a la terracota, la fachada ya había sido revestida anteriormente, por lo que la modificación fue aprobada por la LPC. También en 2006, Hearst trasladó su sede una cuadra al oeste de la Torre Hearst, tras la finalización de ese edificio.
224 West 57th Street fue arrendado por el desarrollador extranjero M1 Real Estate en 2008 por 99 años. En ese momento, Gensler ya estaba planeando renovar el edificio por 45 millones de dólares; El edificio quedó vacío y el inquilino de la planta baja, Duane Reade, se mudó. Una sucursal de TD Bank firmó un contrato de arrendamiento por el espacio de la planta baja en 2009, y M1 compró 224 West 57th Street de Hearst por 85 millones de dólares el próximo año. La renovación de Gensler se completó en 2011 y recibió un premio de Oro al Liderazgo en Energía y Diseño Ambiental (LEED) del US Green Building Council. Esto convirtió a 224 West 57th Street en uno de los pocos edificios de más de 100 años que recibió la certificación LEED Gold.
Open Society Foundations de George Soros arrendó todo el espacio de oficinas en 224 West 57th Street en septiembre de 2011, y la antigua sala de exposición de la planta baja albergaba un banco en ese momento. Tirmizi Campbell posteriormente renovó el espacio interior para el uso de OSF, y el proyecto se completó en 2013. Eretz Group compró 224 West 57th Street de M1 Real Estate en 2015 por 214 millones de dólares, y los propietarios obtuvieron un préstamo de 145 millones de dólares en 2018.

## Recepción de la crítica
Poco después de la apertura de los edificios Peerless y Demarest, la revista Architects 'and Builders' Magazine escribió que los diseños complementaban el Tabernáculo de Broadway "de una manera armoniosa y satisfactoria". La revista escribió que los diseños góticos se diferenciaban entre sí "en todos los detalles", pero "en espíritu transmite la misma idea". En 2007, Gray escribió en The New York Times que la fachada, que complementaba el demolido Broadway Tabernacle, "parece un poco fuera de lugar en medio del tráfico en una de las intersecciones más concurridas de Midtown".